# Ère En'ō
Pour les articles homonymes, voir Eno (homonymie).
L'ère En'ō (延応) est une des ères du Japon (年号, nengō, lit. « nom de l'année ») après l'ère Ryakunin et avant l'ère Ninji. Cette ère couvre la période allant du mois de février 1239 au mois de juillet 1240. L'empereur régnant est Shijō-tennō (四条天皇).

## Changement d'ère
- 1239 En'ō gannen (延応元年?) : Le nom de la nouvelle ère est créé pour marquer un événement ou une succession d'événements. La précédente ère se termine quand commence la nouvelle, en Ryakunin 2.

## Événements de l'ère En'ō
- 1239 (En'ō 1,1re mois) : Le Daijō-daijin Kujō Yoshihira (九条 良平?) se retire des affaires de la vie mondaine et prend la tonsure pour devenir prêtre bouddhiste[3].
- 1239 (En'ō 1, 2e mois) : L'ancien empereur Go-Toba meurt à l'âge de 60 ans[3].

| En'ō      | 1re  | 2e   |
| Grégorien | 1239 | 1240 |